# Antun Banek
Antun Banek (* 27. April 1901 in Križevci; † 18. März 1987 in Zagreb) war ein Radrennfahrer aus dem ehemaligen Jugoslawien und nationaler Meister im Radsport.

## Sportliche Laufbahn
Er gewann von 1926 bis 1928 die jugoslawische Meisterschaft im Straßenrennen. 1925 wurde er Vize-Meister. Banek wurde für die Olympischen Sommerspiele 1928 in Amsterdam nominiert und wurde im Einzelrennen auf der Straße 60. Mit der Mannschaft Jugoslawiens kam er auf den 12. Platz. Bei den Straßenradsport-Weltmeisterschaften 1926 kam er auf den 30. Rang.